# 유한 집합
수학에서 유한 집합(有限集合, 영어: finite set)이란 집합의 원소의 개수가 한정되어 원소의 개수가 무한개가 아닌 집합을 의미한다.

## 정의
선택 공리를 추가한 체르멜로-프렝켈 집합론에서는 집합 {\displaystyle S}에 대하여 다음 조건들이 서로 동치이며, 이를 만족시키는 집합을 유한 집합이라고 한다.
- {\displaystyle S}는 하나 이하의 원소를 갖거나, 아니면 {\displaystyle S}와 {\displaystyle S^{2}} 사이에 전단사 함수가 존재하지 않는다.
- {\displaystyle S}와 부분 집합 {\displaystyle T\subset S} 사이에 전단사 함수가 존재한다면, {\displaystyle S=T}이다.
- 모든 단사 함수 {\displaystyle S\to S}는 전단사 함수이다.
- 모든 전사 함수 {\displaystyle S\to S}는 전단사 함수이다.
- 단사 함수 {\displaystyle \mathbb {N} \to S}가 존재하지 않는다.
- 전사 함수 {\displaystyle S\to \mathbb {N} }이 존재하지 않는다.
- {\displaystyle S}의 집합의 크기가 자연수이다. 즉, {\displaystyle |S|\in \mathbb {N} =\{0,1,2,3,\dots \}}이다.
- {\displaystyle S}의 멱집합 격자 {\displaystyle ({\mathcal {P}}(S),\subseteq )}는 오름 사슬 조건을 만족시킨다.
- {\displaystyle S}의 멱집합 격자 {\displaystyle ({\mathcal {P}}(S),\subseteq )}는 내림 사슬 조건을 만족시킨다.

만약 선택 공리를 가정하지 않으면, 이 조건들 가운데 일부는 동치이지 않을 수 있다.

## 예
공집합은 유한 집합이다. 모든 자연수는 (폰 노이만 정의에 따르면) 유한 집합이다.

## 같이 보기
- 무한 집합